# Kill (альбом)
Kill (рус. Убивать!) — десятый студийный альбом американской брутал дэт-метал-группы Cannibal Corpse, выпущен в 2006 году на лейбле Metal Blade Records. Альбом ознаменовал собой возвращение в ряды группы гитариста Роба Барретта.
Обложка альбома – картина художника Vincent Locke, прежде известного как Dead world Comics.

## Список композиций
| №                   | Название                         | Длительность |
| ------------------- | -------------------------------- | ------------ |
| 1.                  | «The Time to Kill Is Now»        | 2:03         |
| 2.                  | «Make Them Suffer»               | 2:50         |
| 3.                  | «Murder Worship»                 | 3:56         |
| 4.                  | «Necrosadistic Warning»          | 3:28         |
| 5.                  | «Five Nails Through the Neck»    | 3:45         |
| 6.                  | «Purification by Fire»           | 2:57         |
| 7.                  | «Death Walking Terror»           | 3:31         |
| 8.                  | «Barbaric Bludgeonings»          | 3:42         |
| 9.                  | «The Discipline of Revenge»      | 3:39         |
| 10.                 | «Brain Removal Device»           | 3:14         |
| 11.                 | «Maniacal»                       | 2:12         |
| 12.                 | «Submerged in Boiling Flesh»     | 2:52         |
| 13.                 | «Infinite Misery» (instrumental) | 4:01         |
| Общая длительность: | Общая длительность:              | 42:10        |

## Чарты
| Чарт                                   | Позиция |
| -------------------------------------- | ------- |
| Франция (SNEP)                         | 187     |
| Германия (Offizielle Top 100)          | 59      |
| США (Billboard 200)                    | 170     |
| США (Billboard Independent Albums)     | 16      |
| США (Billboard Top Heatseekers Albums) | 6       |